# Rançon (Mesvrin)
Der Rançon ist ein kleiner Fluss in Zentral-Frankreich, der im Département Saône-et-Loire der Region Bourgogne-Franche-Comté südöstlich der Stadt Autun verläuft.

## Geographie

### Verlauf
Der Rançon entspringt unter dem Namen Ruisseau des Baumes im Waldgebiet Forêt domaniale de Planoise im südöstlichen Gemeindegebiet von Autun. Der Fluss verläuft in einer S-Kurve über Südost generell Richtung Südwest und mündet nach insgesamt rund 17 Kilometern bei Broye, an der Gemeindegrenze zu Saint-Symphorien-de-Marmagne, als rechter Nebenfluss in den Mesvrin. Der Rançon quert im Mündungsabschnitt die Bahnstrecke Nevers–Chagny.

### Orte am Fluss
(Reihenfolge in Fließrichtung)
- Fragny, Gemeinde Autun
- Les Baumes, Gemeinde Antully
- Le Martinet, Gemeinde Antully
- Maison Loye, Gemeinde Marmagne
- Velay, Gemeinde Broye
- Broye